# Golden Raspberry Awards 2005
De Golden Raspberry Awards 2005 was het 26e evenement rondom de uitreiking van de Golden Raspberry Awards. De uitreiking werd gehouden op 30 januari 2006 in het Ivar Theatre in Hollywood, Californië voor de slechtste prestaties binnen de filmindustrie van 2005.
De huur van het theater werd betaald met de veiling van de door Ben Affleck in de televisieshow van Larry King gesloopte Razzie die hij daar kreeg uitgereikt voor zijn spel in onder andere Gigli.
De eerste plaats was voor de film Dirty Love, die 4 Razzies won. De film met de meeste nominaties was Son of the Mask, die was genomineerd voor acht Razzies, gevolgd door The Dukes of Hazzard, met zeven nominaties, Dirty Love met zes en Deuce Bigalow: European Gigolo met vijf nominaties.

## Genomineerden en winnaars
| "Winnaar"* |

| Categorie                                                                              | Nominaties |
| -------------------------------------------------------------------------------------- | ---------- |
| Slechtste film                                                                         |            |
| Dirty Love (First Look Pictures)                                                       |            |
| Deuce Bigalow: European Gigolo (Sony/Columbia)                                         |            |
| House of Wax (Warner Bros.)                                                            |            |
| The Dukes of Hazzard (Warner Bros./Village Roadshow)                                   |            |
| Son of the Mask (New Line Cinema)                                                      |            |
| Slechtste Acteur                                                                       |            |
| Rob Schneider in Deuce Bigalow: European Gigolo                                        |            |
| Jamie Kennedy in Son of the Mask                                                       |            |
| The Rock in Doom                                                                       |            |
| Tom Cruise in War of the Worlds                                                        |            |
| Will Ferrell in Bewitched en Kicking & Screaming                                       |            |
| Slechtste Actrice                                                                      |            |
| Jenny McCarthy in Dirty Love                                                           |            |
| Hilary Duff in Cheaper by the Dozen 2 and The Perfect Man                              |            |
| Jessica Alba in Fantastic Four en Into the Blue                                        |            |
| Jennifer Lopez in Monster-in-Law                                                       |            |
| Tara Reid in Alone in the Dark                                                         |            |
| Slechtste Mannelijke Bijrol                                                            |            |
| Hayden Christensen in Star Wars Episode III: Revenge of the Sith                       |            |
| Alan Cumming in Son of the Mask                                                        |            |
| Bob Hoskins in Son of the Mask                                                         |            |
| Burt Reynolds in The Dukes of Hazzard en The Longest Yard                              |            |
| Eugene Levy in Cheaper by the Dozen 2 en The Man                                       |            |
| Slechtste Vrouwelijke Bijrol                                                           |            |
| Paris Hilton in House of Wax                                                           |            |
| Ashlee Simpson in Undiscovered                                                         |            |
| Carmen Electra in Dirty Love                                                           |            |
| Jessica Simpson in The Dukes of Hazzard                                                |            |
| Katie Holmes in Batman Begins                                                          |            |
| Slechtste Filmkoppel                                                                   |            |
| Will Ferrell & Nicole Kidman in Bewitched                                              |            |
| Jamie Kennedy & iedereen die samen met hem op het scherm te zien is in Son of the Mask |            |
| Jenny McCarthy & iedereen die zo dom is om met haar om te gaan in Dirty Love           |            |
| Jessica Simpson & haar Daisy Dukes in The Dukes of Hazzard                             |            |
| Rob Schneider & zijn luiers in Deuce Bigalow: European Gigolo                          |            |
| Slechtste Regisseur                                                                    |            |
| John Mallory Asher voor Dirty Love                                                     |            |
| Jay Chandrasekhar voor The Dukes of Hazzard                                            |            |
| Lawrence Guterman voor Son of the Mask                                                 |            |
| Nora Ephron voor Bewitched                                                             |            |
| Uwe Boll voor Alone in the Dark                                                        |            |
| Slechtste Scenario                                                                     |            |
| Dirty Love van Jenny McCarthy                                                          |            |
| Bewitched van Nora Ephron, Delia Ephron en Adam McKay                                  |            |
| Deuce Bigalow: European Gigolo van Rob Schneider, David Garrett en Jason Ward          |            |
| Son of the Mask van Lance Khazei                                                       |            |
| The Dukes of Hazzard van John O'Brien                                                  |            |
| Slechtste Remake of Vervolg                                                            |            |
| Son of the Mask (New Line Cinema)                                                      |            |
| Bewitched (Sony/Columbia)                                                              |            |
| Deuce Bigalow: European Gigolo (Sony/Columbia)                                         |            |
| House of Wax (Warner Bros.)                                                            |            |
| Dukes of Hazzard (Warner Bros./Village Roadshow)                                       |            |
| Vermoeiendste "Tabloid Targets"                                                        |            |
| Tom Cruise, Katie Holmes, Oprah Winfreys bank, de Eiffeltoren & “Toms baby"            |            |
| Tom Cruise & zijn anti-psychiatrie-betoog                                              |            |
| Paris Hilton en…Who-EVER!                                                              |            |
| Mr. & Mrs. Britney, hun baby en hun videocamera                                        |            |
| De Simpsons: Ashlee, Jessica & Nick                                                    |            |